# Копальня Яамба
Копальня Яамба — гірничодобувний майданчик на північному сході Австралії.
Копальня почала роботу в 2010 році та здійснює видобуток магнезиту. Розробка ведеться відкритим способом, після чого видобута сировина проходить підготовку з отриманням магнезитового концентрату, який вивозять автопоїздами на завод з переробки магнезиту у Паркгерсті.
Річна потужність копальні становить 1 млн тонн магнезіальної сировини (до збагачення), що істотно менше, аніж у розташованої за три десятки кілометрів копальні Кунварара, яка належить тому ж власникові та працює на той же завод у Паркгерсті.
Проєкт реалізувала компанія Queensland Magnesia Project (QMAG), яка на момент запуску майданчика в Яамбі належала інвестиційному фонду Resource Capital Funds. У 2012-му він продав QMAG бельгійській компанії SCR-Sibelco NV, а у 2020-му новим власником стала німецька компанія Refratechnik.